# Особняк Николая Терентьева
Особня́к Никола́я Тере́нтьева — здание в стиле модерн в Петровском переулке Москвы, перестроенное в начале XX века Илларионом Ивановым-Шицем из ампирного особняка, спроектированного Осипом Бове. В 1930-х годах к зданию надстроили два дополнительных этажа, нарушивших гармонию фасада. По состоянию на 2018 год — многоквартирный жилой дом. Объект культурного наследия русского народа регионального значения.

## История
В XVII веке участок принадлежал Кириллу Нарышкину — отцу Натальи Нырышкиной, матери Петра I. В честь рождения внука купец передал землю в дар рядом расположенному Высоко-Петровскому монастырю, покровительствующему царевичу. После начала секуляризации церкви бывший двор Нарышкиных был передан стольнику Протасьеву, а с 1731 года перешёл во владение княжеского рода Трубецких. Архитектор Осип Бове, за которого вышла вдовствующая Авдотья Трубецкая в 1818 году, перестроил особняк. На части земли вдоль Петровского переулка был построен главный дом, а в юго-западном углу владения — небольшой двухэтажный флигель в стиле ампир. Супруги строили дом для себя, планируя сдавать главное здание. Строительство завершилось к 1833 году, однако Бове прожили в доме всего год до смерти архитектора в 1834-м.
В конце XIX века участок был разделён на две неравные части: на меньшей остался главный усадебный дом (№ 6), на большей — доходный дом и флигель (строения 1 и 2 дома № 8). В 1902 году второе владение приобрёл потомственный почётный гражданин и купец Николай Алексеевич Терентьев. По его инициативе в доходном доме была проведена кардинальная реконструкция под руководством архитектора Иллариона Иванова-Шица. Здание, ранее представляющее собой ампирный особняк, обрело черты модерна с мягкими изогнутыми линиями окон, орнаментальной лепниной и рокайльным орнаментом в стиле рококо. В бельэтаже были устроены два нависающих эркера на декоративных консолях. Внутренние убранства Терентьевы заказали в Париже за 100 000 франков.
В 1911 году в здании проходил 1-й Всероссийский женский съезд, на котором обсуждались политические права женщин. В 1920-е в особняке находилось посольство Мексики, а затем — редакция журнала «Советский Союз».
В 1930-е годы внешний вид здания претерпел значительные изменения: были достроены два уровня, исказившие фасад здания с аттиками, а также утрачены внутренние убранства, сохранились только мемориальная лестница, купленная Терентьевым в 1910-х годах скульптура из мрамора, оригинальные окна, двери и щеколды. В 2010-м стало известно, что здание приобрёл бизнесмен Сергей Орлов, по его инициативе в доме была проведена масштабная реставрация, часть оригинального интерьера восстановили по архивным материалам, документам и журналам того времени.